# 中国人民解放军上海警备区
中国人民解放军上海警备区，简称上海警备区，是中国人民解放军现属中央军事委员会国防动员部的一个警备区。

## 历史
1949年5月6日，三野前委在苏州开会决定由第九兵团担任上海解放后的警备任务。1949年5月29日，淞沪警备司令部正式成立，司令员宋时轮，政委郭化若，参谋长谭健。设5个警备区。参与警备任务的有第九兵团第20、第27、第30、第33军，第八兵团第26军、三野特种纵队，共20余万人，声势浩大，岗哨林立，日夜巡逻。1949年7月底，第20、第26、第27军调市郊整训，由第33军和第34军第100师担任市区警备。主动登记以及被抓获国民党军溃兵1.5万余人，其中将校级军官400余人。1949年9月10日以第九兵团留下的部分干部和第33军军部重建淞沪警备司令部，辖7万余人，司令员兼政委郭化若。设警备司令部军法处，担负匪特案件侦破，由郭化若亲自过问、领导。至1950年7月1日政保侦察工作移交给上海市公安局。由于国民党空军从舟山机场起飞，重点轰炸上海。淞沪警备司令部设防空处。二六大轰炸后，1950年2月11日上海成立防空治安委员会与防空治安指挥部，郭化若任主任委员兼总指挥，扬帆、曹漫之为副主任，统一领导指挥防空、消防、抢救、警戒、修理、善后方面的各单位。1950年3月1日，根据中央军委的命令，华东军区航空处机关从南京迁到上海，与淞沪警备司令部防空处和上海防空指挥部合并，组成成立上海防空司令部，郭化若任司令员兼政委。淞沪警备司令部还设立了高射炮兵指挥所，除指挥原在上海的高炮第十一、十四团外，中央军委又急调在沈阳防空学校受训的高炮第十七、十八团，于2月中旬赶到上海。这四个高射炮团重点保护发电厂、火车站、机场、码头、油库等要地，兼顾工业区。为加强上海地区对空监视系统，华东军区将在松江的警备第八旅第二十四团第一营调到上 海，改建为解放军第一个对空监视哨营。在上海市区的制高点和川沙、南汇、奉贤等县沿海地区，设立了十几个对空监视哨。“二六”轰炸后，上海党、政、军、民总动员，20多万，动用车辆1000多台，运送砂石的船队，突击修建和扩建江湾、大场、龙华、虹桥机场。1950年5月，上海防空司令部电信营（即雷达营）正式组建。苏联防空部队指挥机构和两个飞行团，一个探照灯团，一个雷达营，陆续来到上海，负责担任以上海虹桥机场为中心，150公里半径（向东不超出海岸线）地区的防空任务。淞沪警备司令部派出1万多人，担负各机场、高炮阵地、雷达和苏军分驻各地点站的警戒任务，保证了苏军和防空设施的安全。1950年5月，根据华东军区的决定，在上海防空司令部工作的原华东军区航空处人员返回南京，建立华东军区空军司令部。淞沪警备部队又调出一批干部充实上海防空司令部。8月，华东军区空军领导机关由南京迁到上海，与上海防空司令部合并，聂凤智任华东军区空军司令员兼上海防空司令员。支援上海防空的巴基斯基部队于1950年10月27日正式结束战斗值勤回国，其武器装备作价后卖给中国，成立中国空军混成第四航空旅。解放军决定聘请苏军防空顾问来华。1950年12月7日，军委复电同意。原华东军区空军司令部人员返回南京，上海防空司令部重新组建，郭化若兼司令员和政委，王智涛任副司令员。1951年3月初，根据华东军区的决定，华东军区防空司令部由南京迁往上海，与上海防空司令部合并为华东军区防空兼上海防空司令部，郭化若仍任司令员兼政委，贺敏学、王智涛任副司令员，刘文学任副政委。
1955年，以南京军区治安部队和淞沪警备区机关的部分为基础组建了上海警备区。
上海警备区内的南京路上好八连曾因作为典型被宣传而闻名全中国。

## 编制
2017年6月23日，上海警备区召开宣布新调整组建单位领导任职命令大会；上海警备区政委凌希少将宣读中央军委国防动员部命令：上海警备区机关由原来的四大部即司令部、政治部、后勤部、装备部，调整为“一办四局”即办公室、政治工作局、战备建设局、国防动员局、保障局。上海警备区此次调整组建后，新的职能未见警卫、守备等原有职能。
- 警备纠察队

## 历任领导
| 司令员 - 宋时轮（1949年5月－1949年8月）：第九兵团兼淞沪警备司令部司令员 - 郭化若（1949年8月－1955年8月）：淞沪警备司令部司令员兼政治委员 - 王必成（1955年8月－1960年11月） - 饶子健（1960年11月－1965年5月） - 廖政国（1965年5月－1970年4月） - 周纯麟（1970年4月－1978年5月）：南京军区副司令员兼 - 何以祥（1978年5月－1981年6月）：南京军区副司令员兼 - 王景昆（1981年6月－1983年5月） - 郭涛（1983年5月－1985年6月） - 巴忠倓（1985年8月－1990年6月） - 徐文义（1990年6月－1995年12月） - 王文惠（1995年12月－2005年6月） - 江勤宏（2005年6月－2010年4月） - 彭水根（2010年4月－2014年3月） - 何卫东（2014年3月－2016年7月） - 张晓明（2016年8月－2020年10月） - 刘杰（2020年10月－2024年8月） - 陈连兵（2024年8月－） | 政治委员 - 郭化若（1949年5月－1950年11月）：第九兵团兼淞沪警备司令部政治委员 - 李士英（1950年11月－1952年6月） - 许建国（1952年6月－1953年12月） - 梁国斌（1953年12月－1955年10月） - 柯庆施（第一政委，1955年10月－1958年11月） - 陈丕显（第二政委，1955年10月－1958年11月；第一政委，1958年11月－1967年5月）：上海市委书记处书记兼 - 秦化龙（第二政委，1960年5月－1964年4月） - 刘文学（第三政委，1962年3月－1978年5月） - 王六生（第二政委，1964年7月－1965年5月） - 李世焱（第二政委，1965年8月－1969年10月） - 张春桥（第一政委，1967年5月－1976年10月） - 刘耀宗（第二政委，1969年8月－1978年5月） - 王洪文（兼，1971年9月－1976年10月） - 李宝奇（1975年10月－1981年1月） - 彭冲（第一政委，1978年7月－1980年6月） - 陈国栋（第一政委，1980年6月－1985年6月） - 章尘（1980年12月－1983年5月） - 平昌喜（1983年5月－1987年6月） - 杨志泛（1987年6月－1989年9月） - 朱晓初（1990年6月－1994年3月） - 王传友（1994年3月－2000年4月） - 张立志（2000年4月－2003年6月） - 戴长友（2003年6月－2006年11月） - 吴齐（2006年11月－2009年2月） - 李光金（2009年5月－2010年7月） - 朱争平（2010年7月－2013年3月） - 朱生岭（2013年3月－2014年12月） - 马家利（2015年3月－2017年5月） - 凌希（2017年5月－2021年7月） - 薛宏伟（2021年7月－2022年6月） - 胡世军（2023年1月－） |

| 副司令员 - 胡大荣 - 刘飞 (1905年) - 徐国安 (上海警備區) - 柴书林 - 熊应堂 - 王加木 - 王治平 (1960年) - 陈平 (上海警备区) |